# 니시구 (오사카시)
니시구(일본어: 西区 니시쿠[*])는 일본 오사카부 오사카시를 구성하는 24개 구 중 하나이다. 오사카시의 도심 중서부에 위치한다.
현재 니시구는 오사카 시내에 근접해 양질의 맨션과 집합주택이 나란히 서 있는 고층주택지로 재개발이 진행되고 있고 특히 동부의 신마치에서 호리에에 걸친 지역은 초등학교의 교실이 부족하기도 하는 등 인구 급증이 두드러지고 있으며, 이로 인해 노년 인구 비율이 오사카시의 구 중에서 가장 낮아지고 있다. 구의 중앙을 기즈가와강이 흐른다.
야구장인 오사카 돔이 있는 곳이다.

## 지리
오사카시의 도심 중서부에 위치하고 지역은 주오구와 인접하는 미도스지에서 신나니와스지에 걸친 동부와 기즈가와 서쪽의 서부로 크게 나눌 수 있다. 서부와 동부는 거리 풍경에서 크게 다른 부분이 있다.

## 역사
- 1889년 - 니시구가 탄생하였다.
- 1925년 - 니시구의 일부가 분리해 미나토구가 신설되었다.

## 교통

### 철도
- 오사카 메트로
  - 요쓰바시선
    - (← 기타구 니시우메다역) - 히고바시역 - 혼마치역 - 요쓰바시역 - (나니와구 난바역 →)

  - 주오선
    - (← 주오구 벤텐초역) - 구조역 - 아와자역 - (주오구 혼마치역 →)

  - 센니치마에선
    - (← 후쿠시마구 다마가와역) - 아와자역 - 니시나가호리역 - (나니와구 사쿠라가와역 →)

  - 나가호리쓰루미료쿠치선
    - (← 다이쇼구 다이쇼역) - 돔마에치요자키역 - 니시나가호리역 - 니시오하시역 - (주오구 신사이바시역 →)

- 한신 전기 철도
  - 난바선
    - (← 고노하나구 니시쿠조역) - 구조역 - 돔마에역 - (나니와구 사쿠라가와역 →)

### 도로
- 한신 고속도로